# Dogmatische Unie

Logo van de stichting.

De rooms-katholieke stichting Dogmatische Unie (R.K. D.U.) is een vereniging die tot de stroming van het traditionalisme in de katholieke Kerk behoort. Zij werd op 7 oktober 1980 te Tilburg opgericht door de Nederlandse priester en kapelaan W.J. Kouwenberg (1927-2004).

## Theologie
De stichting verzet zich tegen de liturgische hervorming die na het Tweede Vaticaans Concilie (1962-1965) aan terrein won en bezegeld werd met de invoering van de Novus Ordo Missae vanaf 1969. De stichting gebruikt uitsluitend de traditionele Tridentijnse liturgie voor de vieringen, wat onder meer inhoudt, dat de liturgie vrijwel geheel in het Latijn en gekeerd naar het tabernakel gevierd wordt.
De Dogmatische Unie heeft tot doel de geloofsleer en theologie van voor Vaticanum II te behouden. De stichting wenst het behoud van de traditionele theologie en liturgie zoals deze was voor het Tweede Vaticaans Concilie en zonder de invloed van het modernisme van de huidige academische theologie. De stichting verwerpt en staat kritisch tegenover de vernieuwingen en veranderingen van Vaticanum II en de pausen die deze ondersteunden.
De stichting is opgericht om de geest van de door Paus Pius XII uitgesproken dogmaverklaring Maria-Tenhemelopneming (1950) levend te houden. Dit dogma wordt erg belangrijk geacht, en de naam 'Dogmatische Unie' van de vereniging is afgeleid van deze dogmaverklaring. Deze dogmaverklaring wordt geacht in verband te staan met tekenen van de eindtijd waarover Pius XII zelf ook sprak. De bijzondere rol van Maria in de "grillige stromingen van deze tijd" wordt benadrukt. Ook bestond er een band met de religieuze gebeurtenissen in de jaren 70 bij een familie in het Limburgse Stein, waarvan de moeder mystieke ervaringen had die betrekking hadden op de mystica Therese Neumann (1898-1962) uit Konnersreuth. De bedevaartskapel ("enige echte traditionele kerk") die hierdoor in Stein ontstond werd ook door de Dogmatische Unie voor kerkdiensten "volgens het preconciliaire missaal" gebruikt. Ook bestaat er een contact met de Stichting Hildegardis en de Stichting Onze Lieve Vrouw van de Welberg van mevrouw J. Verberk uit Goirle.
Bepaalde delen of personen van de stichting staan, volgens bronnen, tamelijk dicht bij de theologische stroming sedevacantisme.

## Praktijk
De stichting heeft kapellen in Oldenzaal en Tilburg waar Missen gevierd worden. In 2014 werd de Utrechtse kapel gesloten. Vanouds behoorde ook een kapel in Stein (Limburg) tot de vereniging die daar kerkdiensten organiseerde. Deze kapel kwam wegen mystieke gebeurtenissen vanaf 1970 in de belangstelling te staan. Later ontstonden er rond de kapel regelmatig spanningen tussen de eigenaars en het bisdom Roermond, omdat in 1977 de omstreden aartsbisschop Marcel Lefebvre het gebedshuis inwijdde en er een Tridentijnse misviering celebreerde, ondanks het verbod dat bisschop Gijsen van Roermond had uitgevaardigd. In Oldenzaal in het aartsbisdom Utrecht werd in de jaren 80 een kerkgebouw aangekocht en sindsdien nog altijd gebruikt.
Thans organiseert de stichting Dogmatische Unie nog altijd missen volgens de traditionele ritus die door traditionalistische priesters in het Latijn worden gevierd. Ook worden rooms-katholieke catechese en catechismus-les gegeven door de stichting.
Kerkdiensten door kapelaan H.K.J.M. Hendrickx C.M. († 2004) in Heusden, Leeuwarden en Sittard werden beëindigd in 2004.